# Liste der Monuments historiques in Loddes
Die Liste der Monuments historiques in Loddes führt die Monuments historiques in der französischen Gemeinde Loddes auf.

## Liste der Bauwerke
| Bezeichnung      | Beschreibung                  | Standort | Kennzeichnung | Schutzstatus | Datum | Bild           |
| ---------------- | ----------------------------- | -------- | ------------- | ------------ | ----- | -------------- |
| Kirche St-Pierre | Erbaut ab dem 11. Jahrhundert | (Lage)   | PA03000023    | Inscrit      | 2004  | weitere Bilder |

## Liste der Objekte
| Bezeichnung           | Beschreibung                                                           | Standort                       | Kennzeichnung | Schutzstatus | Datum | Bild |
| --------------------- | ---------------------------------------------------------------------- | ------------------------------ | ------------- | ------------ | ----- | ---- |
| Gemälde Dornenkrönung | Mitte 19. Jahrhundert, nach einem Gemälde von Tizian (heute im Louvre) | in der Kirche St-Pierre (Lage) | PM03001573    | Inscrit      | 2006  |      |